# 4269 Bogado
4269 Bogado este un asteroid descoperit pe 22 martie 1974 de Carlos Torres.

## Denumirea asteroidului
Asteroidul a primit numele în onoarea astronomului amator paraguayan Manuel D. Bogado (n. 1934).